# Antoine Rivard
Pour les articles homonymes, voir Rivard.
Antoine Rivard, né le 14 novembre 1898 et mort le 26 décembre 1985 à Québec, est un avocat, militaire et homme politique québécois. Il est ministre dans les gouvernements de Maurice Duplessis, de Paul Sauvé et d'Antonio Barrette.

## Biographie

### Origines
Antoine Rivard est né à Québec le 14 novembre 1898. Il est le fils du juge Adjutor Rivard, qui exerçait à la Cour d'appel du Québec, et de Joséphine Hamel. Il fait ses études au Petit séminaire de Québec.
Lors de la Première Guerre mondiale, il s'enrôle comme soldat dans l'armée canadienne et il suit un cours d'officier à l'École royale d'infanterie d'Esquimalt en Colombie-Britannique. En 1918, il est envoyé à Vladivostok, en Sibérie, avec le 259e bataillon du corps expéditionnaire pour y aider les troupes blanches en lutte contre l'Armée rouge. Il y gagne le poste de lieutenant en 1919. Plus tard, il sera major de réserve dans le régiment d'infanterie de Montmagny.
De retour au Québec en 1919, il étudie le droit à l'Université Laval où il obtient une licence en droit en 1922. Il est admis au Barreau le 11 juillet 1922. Le 27 novembre 1923, il épouse à Québec Lucille Garneau (1901-1979),. Le couple aura trois enfants : Claire, Jean et Suzanne. De 1922 à 1960, il pratique le droit à Québec. Il se spécialise surtout comme avocat criminaliste mais s'occupe aussi parfois de causes civiles,. Il enseigne également à l'Université Laval durant les années 1930 et 1950. Il est bâtonnier du Québec en 1946 et en 1947.

### Politique
Issu d'une famille conservatrice, il commence, au début des années 1920, à militer pour le Parti conservateur du Québec et devient l'ami de Camillien Houde et de Maurice Duplessis. Au moment où Duplessis devient chef du parti conservateur, en 1933, Rivard devient le principal organisateur du parti[réf. souhaitée] et l'aide à remporter les élections générales de 1936.
Pendant la Seconde Guerre mondiale, il met temporairement la politique de côté pour commander une escadrille du Corps d'entraînement de l'université Laval du Corps royal de l'aviation canadienne.
Lors de l'élection générale québécoise de 1944, Antoine Rivard se présente candidat de l'Union nationale dans la circonscription de Québec-Centre mais il est battu. Il se présente de nouveau comme candidat unioniste à l'élection générale de 1948, cette fois dans la circonscription de Montmagny et il remporte la victoire. Il devient aussitôt ministre d'État (ministre sans portefeuille), assermenté le 15 décembre 1948. Il est réélu comme député de Montmagny lors de l'élection générale de 1952 et à l'élection de 1956.
Le 12 avril 1950, le premier ministre Duplessis le nomme solliciteur général du Québec, poste de ministre qu'il conservera dans le gouvernement Sauvé jusqu'au 4 novembre 1959. Duplessis le nomme également ministre des Transports et des Communications à partir du 30 juin 1954. Rivard devient alors l'un des hommes forts du gouvernement. Il participe à toutes les conférences fédérales-provinciales et conseille son chef dans sa lutte contre le gouvernement fédéral pour l'empêcher de subventionner les universités québécoises, puisque l'éducation est de compétence provinciale en vertu de l'Acte de l'Amérique du Nord britannique de 1867.
Rivard devient alors une des cibles préférées des caricaturistes du Devoir, qui le présente comme un personnage servile et insignifiant. D'ailleurs, son attitude guindée et déférente agace, semble-t-il, Duplessis lui-même, qui le lui reproche souvent. Il est également très dépensier et a souvent des problèmes avec le fisc. Duplessis doit par deux fois payer son impôt annuel sur le revenu.
À la mort de Duplessis, en 1959, les journaux avancent le nom de Rivard comme successeur possible, mais celui-ci préfère se rallier à Paul Sauvé, qui devient premier ministre et confirme Rivard dans son poste de ministre des Transports et des Communications. Le 11 septembre 1959, Sauvé nomme en plus Rivard au poste de Procureur général, ministère qui était détenu auparavant par Duplessis. Lorsque Sauvé décède à son tour, le 2 janvier 1960, Rivard n'est pas plus intéressé par le poste de chef du parti et joint les rangs d'Antonio Barrette. Rivard conserve ses postes de ministre des Transports et des Communications et de Procureur général dans le gouvernement Barrette, jusqu'au 5 juillet 1960. Lors de l'élection générale de 1960, Rivard est défait dans sa circonscription par le libéral Laurent Lizotte.
Le 9 mars 1961, Rivard est nommé juge à la Cour du Banc de la reine. En 1973, il démissionne et devient conseiller au bureau des avocats Flynn, Rivard, Jacques, Cimon, Lessard et Le May. Il meurt le 26 décembre 1985, à l'âge de 87 ans. Il est inhumé au cimetière Notre-Dame-de-Belmont à Sainte-Foy.

## Anecdotes
Une citation faussement attribuée à Antoine Rivard est régulièrement reprise dans la presse. Lors d'un discours devant les membres du club Kiwanis Saint-Laurent en janvier 1942, Antoine Rivard, qui n'était pas encore député, aurait tenu des propos visant à faire l'éloge du bas niveau scolaire des Québécois de l'époque : « Nous, Canadiens français, nous sommes issus d'une longue tradition d'ignorance et de pauvreté, tradition que nous devons conserver. Nos ancêtres avaient la vocation de l'ignorance et ce serait une trahison que de trop instruire les nôtres ». Cette fausse citation semble avoir été colportée par les adversaires libéraux de Rivard, dont Télesphore-Damien Bouchard, Adélard Godbout et Georges-Émile Lapalme et a été diffusée par Jean-Louis Gagnon dans le second tome de ses mémoires, Les Apostasies, en 1988. Elle est depuis régulièrement reprise dans les débats publics,,,,. En réalité le discours de Rivard, reproduit intégralement dans le Devoir du 21 janvier 1942, répondait à une conférence de T.-D. Bouchard qui préconisait l’enseignement bilingue dès le primaire, et Rivard y affirmait l'importance de bien enseigner le français d'abord. Il n'y prononce pas les mots qu'on lui a ensuite attribués.
En 1958, après le dévoilement du scandale du gaz naturel, il se permet d'interrompre Duplessis en pleine conférence de presse mais se fait vite remettre à sa place : « Tais-toi, tais-toi, laisse-moi faire ». Dans une caricature, Le Devoir transforme cette phrase en une réplique duplessiste devenue célèbre: « Toé, tais-toé ».